# ベネトン・B195
ベネトンB195 (Benetton B195) は、ベネトン・フォーミュラが1995年のF1世界選手権参戦用に開発したフォーミュラ1カー。設計者はロス・ブラウンとロリー・バーン。1995年の開幕戦から最終戦まで実戦投入された。

## 概要
ベネトンが唯一のコンストラクターズチャンピオンを獲得したマシン。基本的な部分は昨年のマシンであるB194を踏襲している。
最大の変更点は1988年のB188以来搭載してきたフォードV8エンジンから、当時の最強エンジンであるルノーV10エンジンにスイッチしたことである。これはベネトンチーム代表のフラビオ・ブリアトーレが買収したリジェから使用権を移転したもので、ライバルのウィリアムズと同スペックのエンジンを獲得した。ミハエル・シューマッハはB195の完成前にリジェ・JS39Bでテストを行い、ルノーエンジンの感触を確かめた。
せりあがるバナナノーズはB192より、湾曲したリヤロアウイングはB194より採用されたものを継続している。サイドポンツーンの段差はB194と同じだが、後部が斜めに削り落とされたようなデザインに変わった。リヤサスペンション上方のボディには大きな1枚の整流板が取り付けられた。また、リアウィングの翼端板を延長して、小型のウィングレットが取り付けられた。
1994年サンマリノグランプリの事故以来、レギュレーションの変更が重ねられており、1995年はエンジン排気量の縮小（3,500ccから3,000cc）、ステップドボトムの導入、リアウィング高の引き下げ（950mmから800mm）などが導入された。第2戦アルゼンチンGP以降は、ラム圧低減のためのエアボックス後方の穴がレギュレーションから廃止された。その影響か、第7戦フランスGPからインダクションボックスの形状が変更されている。以前は正三角形のような形状だったが、若干上下方向に大きさが拡大された。
序盤戦はエンジンを変えた事によってマシンの挙動がナーバスになり、シューマッハがサンマリノGPで単独クラッシュするなど扱いに手を焼いた。しかし、矢継早に行なったマシン改良が功を喫したことや、ウィリアムズ陣営の作戦ミスに付け込むなど、最終的にはシューマッハが9勝、ジョニー・ハーバートが2勝して全17戦中11勝を挙げ、ダブルタイトルを獲得。しかしドライバーは2名とも最終戦が終わるとベネトンを去り移籍して行った。
最終戦の翌週、'96年のレギュラードライバー就任が決まっていたジャン・アレジとゲルハルト・ベルガーがB195に乗りベネトンでの仕事を開始した。

## シューマッハ・スペシャル
前年のB194と同様、B195もミハエル・シューマッハに勝たせるためのスペシャルであると評されることが多い。その結果、シューマッハが高いレベルのリザルトを出し続けたのは事実であったが、B195に乗った他のドライバーからは「乗りづらい」と評されることが多かった。
- ジョニー・ハーバート「B195は後部の挙動が不安定だった。フロントの安定度でなんとかするクルマで、凄いオーバーステアだ。入口でスピードを落とす、あるいは加速のためにアクセルを踏む、そのどちらの過程でもとても不安定でね。それに加えて、自分の乗りやすいようなセットアップ変更もできなかった。数少ない僕のテスト機会でミハエルと近いタイムが出ようものなら、僕のマシンではなくて更にミハエルへのサポートが強まるんだよ。よく2勝できたと自分でも思う事があるくらいだ。95シーズン終了後にテストでB195に乗ったゲルハルト（・ベルガー）が、リアの挙動に関して全く同じ感想を話していたのでちょっと喉のつかえは取れた気がしたよ。僕がいくら言っても首脳陣はだれもきいてくれなかったんだから。[2]」
- ゲルハルト・ベルガーは11月にB195に乗った最初のテストドライブで約170km/hでコースアウトし激しくクラッシュした。その後に「僕の場合、B195がベストマシンとは言えない。マシンの限界特性がきわめて極端で、コーナーに少し攻めて入っていくと突然ポーンとリアがどこかにスッ飛ばされてしまう。もうすぐできるB196では対策したとブラウンが言うので、そう願っている。[3]」「このマシンに乗って、ミハエルがどういう運転の仕方が好きなのかよくわかった。彼はブレーキングを多用した、マシンのフロントを使ったターンインが得意で、マシンのリアを使って曲げるなんて考えたことが無いようだね。アレジは結構近い走り方らしいけど、僕にはそんな走り方はできないな。[4]」
- ジャン・アレジはシューマッハと同じくフロント重視のドライビングスタイルのため「このマシンなら良いタイムで走るのは簡単だ。僕の乗ってたクルマより断然いいし、ある種の感動を覚えた。来年が楽しみだ。」と高評価した[5]。ただしアレジはベネトンで勝利を挙げることはできなかった。

## コピーマシン

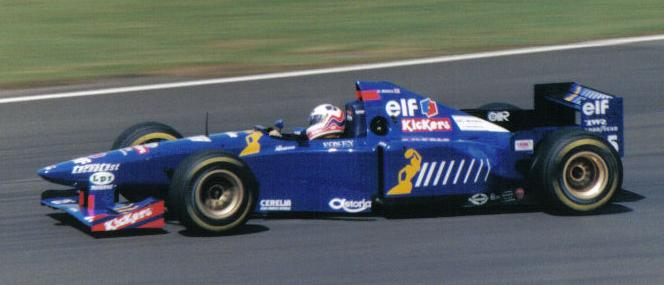
リジェ・JS41

ベネトンにルノーエンジンを譲る形になったリジェは、B195のシャーシデザインをリジェ・JS41に流用する荒業で物議を醸した。
JS41の搭載エンジンは無限-ホンダであったことから、ギヤボックスとマウントされるリヤサスペンションの設計が別であったものの、ボディラインは完全に一致したもので、モノコックを中心とした車体前部は共用であったものと思われる。
公表されたマシンスペックはB195とJS41では異なる。チームは別のマシンであることを強調し、FIAも上記の違いから別シャーシであると判断したが、サーキットの現場では双方のメカニックが借用書を持参してパーツの貸し借りを行なうなど、両チームのシャーシ共有は公然の秘密として扱われた。

## スペック

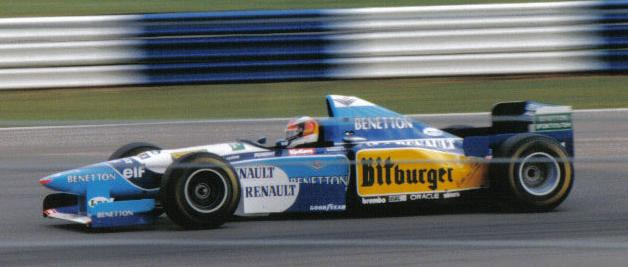
イギリスGPにてミハエル・シューマッハがドライブするB195。インダクションポッドは改修後

### シャーシ
- シャーシ名 B195
- 全長 4,500 mm
- 全幅 1,996 mm
- ホイルベース 2,880 mm
- 前トレッド 1,690 mm
- 後トレッド 1,618 mm
- クラッチ AP
- ブレーキキャリパー ブレンボ
- ブレーキディスク・パッド カーボンインダストリー・ヒトコ
- ホイール BBS
- タイヤ グッドイヤー
- ギヤボックス 6速セミオートマチック

### エンジン
- エンジン名 ルノーRS7,RS7A,RS7B,RS7C
- 気筒数・角度 V型10気筒・67°
- 全長 623mm
- 全幅 540mm
- 全高 420mm
- 排気量 3,000cc
- 最高回転数　14,000回転
- 最大馬力 630馬力以上
- 重量 132kg
- スパークプラグ チャンピオン
- 燃料 エルフ
- 潤滑油 エルフ

## 記録
| 年   | No. | ドライバー   | 1   | 2   | 3   | 4   | 5   | 6   | 7   | 8   | 9   | 10  | 11  | 12  | 13  | 14  | 15  | 16  | 17  | ポイント | ランキング |
| 年   | No. | ドライバー   | BRA | ARG | SMR | ESP | MON | CAN | FRA | GBR | GER | HUN | BEL | ITA | POR | EUR | PAC | JPN | AUS | ポイント | ランキング |
| ---- | --- | ------------ | --- | --- | --- | --- | --- | --- | --- | --- | --- | --- | --- | --- | --- | --- | --- | --- | --- | -------- | ---------- |
| 1995 | 1   | シューマッハ | 1   | 3   | Ret | 1   | 1   | 5   | 1   | Ret | 1   | 11  | 1   | Ret | 2   | 1   | 1   | 1   | Ret | 147      | 1位        |
| 1995 | 2   | ハーバート   | Ret | 4   | 7   | 2   | 4   | Ret | Ret | 1   | 4   | 4   | 7   | 1   | 7   | 5   | 6   | 3   | Ret | 147      | 1位        |

- 太字はポールポジション、斜字はファステストラップ。(key)